# Erick Pulgar
Erick Antonio Pulgar Farfán (ur. 15 stycznia 1994 w Antofagaście) – chilijski piłkarz występujący na pozycji defensywnego pomocnika w brazylijskim klubie CR Flamengo oraz w reprezentacji Chile. Wychowanek Deportes Antofagasta, w swojej karierze grał także w Universidad Católica, Bologna, Fiorentina i Galatasaray.
Znalazł się w kadrze na Copa América 2016, 2019 i 2021.